# 416P/Scotti
416P/Scotti, o anche cometa Scotti 7, è una cometa periodica appartenente alla famiglia delle comete gioviane e la decima cometa scoperta dall'astronomo statunitense James Vernon Scotti.
La cometa ha la particolarità di avere attualmente un periodo di quasi esattamente 8 anni, il che implica che ripercorra apparentemente le stesse zone di cielo nello stesso periodo dell'anno. La sua bassa inclinazione orbitale la porta a passare in un punto della sua orbita molto vicino al pianeta Giove, ciò in futuro determinerà un incontro ravvicinato con Giove che altererà significativamente i parametri orbitali. Un precedente passaggio ravvicinato al gigante gassoso, avvenuto alcune decine di anni fa, aveva portato in uscita la cometa sull'orbita attuale mentre in ingresso era su un'orbita marcatamente diversa.